# فيليبا فوسيت
فيليبا غاريت فوسيت (بالإنجليزية: Philippa Fawcett)‏ (من 4 أبريل 1868 إلى 10 يونيو 1948) عالمة رياضيات وتربية . كانت أول امرأة تحصل على أعلى الدرجات في اختبارات كامبريدج للرياضيات . درست في كلية نيونهام ، كامبريدج ، وفي المدرسة العادية في جوهانسبرغ ، جنوب أفريقيا ، ثم كانت مديرة لمجلس مقاطعة لندن .